# Behaarde schimmelkever
De behaarde schimmelkever (Typhaea stercorea) is een keversoort uit de familie boomzwamkevers (Mycetophagidae). De wetenschappelijke naam van de soort werd in 1758 gepubliceerd door Carl Linnaeus.